# Nico Elvedi
Nico Elvedi (* 30. September 1996 in Zürich) ist ein Schweizer Fussballspieler. Der Innenverteidiger steht bei Borussia Mönchengladbach unter Vertrag und ist A-Nationalspieler.

## Karriere

### Vereine
Elvedi wechselte 2006 vom FC Greifensee in die Jugend des FC Zürich. Zur Saison 2012/13 rückte er zu dessen zweiten Mannschaft auf, die zu diesem Zeitpunkt in der drittklassigen Promotion League spielte. Am 15. Mai 2014 kam er beim 1:0-Sieg beim FC Lausanne-Sport erstmals für die erste Mannschaft in der Super League zum Einsatz. Zur Saison 2014/15 rückte er dauerhaft zur ersten Mannschaft auf. Am 9. November 2014 erzielte er beim 1:0-Sieg gegen den FC Aarau in der 14. Minute sein erstes Pflichtspieltor im Profifussball.
Zur Saison 2015/16 wechselte Elvedi zum deutschen Bundesligisten Borussia Mönchengladbach. Nachdem er zu Saisonbeginn noch teilweise bei der zweiten Mannschaft in der Regionalliga West eingesetzt worden war, kam er am 7. November 2015 beim 0:0 im Heimspiel gegen den FC Ingolstadt 04 zu seinem Bundesligadebüt, als er in der 88. Minute für Raffael eingewechselt wurde. Seinen ersten Einsatz in der Champions League hatte Elvedi am 25. November 2015. Er wurde beim 4:2-Heimsieg gegen den FC Sevilla in der 87. Minute für Fabian Johnson eingewechselt. Zu seinem ersten Startelfeinsatz kam er am 15. Spieltag am 5. Dezember 2015 beim 3:1-Heimsieg im Ligaspiel gegen den FC Bayern München. Dabei gab er die Vorlage zum Treffer zum 2:0. Letztendlich absolvierte Elvedi in dieser Saison 21 Bundesligaspiele, den überwiegenden Anteil von Beginn an. In der Champions League sammelte er zwei Einsätze.
In der darauffolgenden Saison 2016/17 musste er einige Wochen wegen einer Schambeinentzündung aussetzen, kam aber trotzdem auf 25 Einsätze in der Bundesliga und sechs Spiele in der Champions League. Als Stammspieler kam Elvedi 2017/18 auf 33 und 2018/19 auf 30 Bundesligaeinsätze, wobei ihm am 20. August 2017 mit dem einzigen Treffer des Auftaktspiels gegen den 1. FC Köln sein Tordebüt für die Borussia gelang. International war der Verein in diesen Saisons nicht vertreten.
Im September 2023 verlängerte Elvedi seinen bis 2024 laufenden Vertrag vorzeitig um weitere drei Jahre bis zum 30. Juni 2027.

### Nationalmannschaft
Elvedi debütierte am 15. Oktober 2012 beim 1:1 gegen Österreich in der Schweizer U-17-Nationalmannschaft. Im Mai 2013 nahm er an der U-17-Europameisterschaft in der Slowakei teil, bei der er mit der Mannschaft bereits in der Vorrunde scheiterte. Am 28. Mai 2014 absolvierte Elvedi beim 1:0-Sieg gegen Deutschland ein Spiel für die U-18-Auswahl des Schweizer Fussballverbandes. Für die U-19-Nationalmannschaft spielte Elvedi erstmals am 6. September 2013 beim 3:2-Sieg gegen Rumänien. Am 10. Oktober 2013 traf er beim 4:0-Sieg gegen Andorra nach fünf Minuten zur 1:0-Führung. Elvedi war zeitweise Captain der U-19-Auswahl.
Am 26. März 2016 debütierte Elvedi beim 1:1 gegen England in der U-21-Nationalmannschaft. Ende Mai 2016 spielte er bei der 1:2-Niederlage gegen Belgien erstmals für die A-Nationalmannschaft. Für die Europameisterschaft 2016 in Frankreich wurde Elvedi ins Schweizer Kader berufen, kam jedoch nicht zum Einsatz. Im Juni 2018 wurde er ebenfalls ins Kader für die Weltmeisterschaft 2018 in Russland nominiert, wurde dort aber erneut nicht eingesetzt.
Nach dem Turnier erhöhten sich seine Spielanteile deutlich. Am 18. November 2018 erzielte er in der Nations League beim 5:2-Heimsieg über Belgien sein erstes Tor für die Nationalmannschaft. Bei der erfolgreichen Qualifikation für die Europameisterschaft 2020 kam Elvedi in sieben der acht Spiele über 90 Minuten zum Einsatz.
Für die Europameisterschaft 2021 wie auch 2024 wurde er in den Kader der Nationalmannschaft berufen und erreichte mit seiner Mannschaft jeweils die Viertelfinalspiele. Während er 2021 noch alle möglichen fünf Spiele bestritt, kam er 2024 zu keinem Einsatz.

## Familie
Elvedis Familie stammt aus dem Val Lumnezia, einem Tal im Kanton Graubünden. Sein Zwillingsbruder Jan steht seit der Saison 2023/24 beim deutschen Zweitligisten 1. FC Kaiserslautern unter Vertrag.

## Trivia
In Mönchengladbach bekam Elvedi von seinem damaligen Cheftrainer André Schubert den Spitznamen „Eisvogel“. Elvedi absolvierte eine kaufmännische Ausbildung in der Borussia-Geschäftsstelle, die er 2016 abschloss.